# 布蘭登·哈特利
布蘭登·哈特利（英語：Brendon Hartley，1989年11月10日—）是一名紐西蘭職業賽車手，目前為丰田WEC车队车手，驾驶丰田车队8号赛车出战國際汽聯世界耐力錦標賽Hypercar級別比赛。
2015年11月，哈特利與隊友馬克·韋伯及蒂莫·伯恩哈德代表保时捷车队奪得世界耐力錦標賽冠軍。2017年他则与伯恩哈德和厄爾·班伯再次夺得世界耐力锦标赛年度冠军，又在当年利曼24小時耐力賽上與班伯及伯恩哈德代表保时捷车队首次赢得勒芒24小时耐力赛全场冠軍。2020年利曼24小時耐力賽上，他则与塞巴斯蒂安·布埃米和中岛一贵搭档，代表丰田WEC车队再次赢得勒芒24小时全场冠军。
2017年赛季和2018年赛季他曾作为紅牛二隊车手参加一級方程式賽車比赛，并在2017年美國大獎賽完成F1首秀，但2018赛季结束后他与红牛二队解约，重回耐力赛场。

## 生涯简介

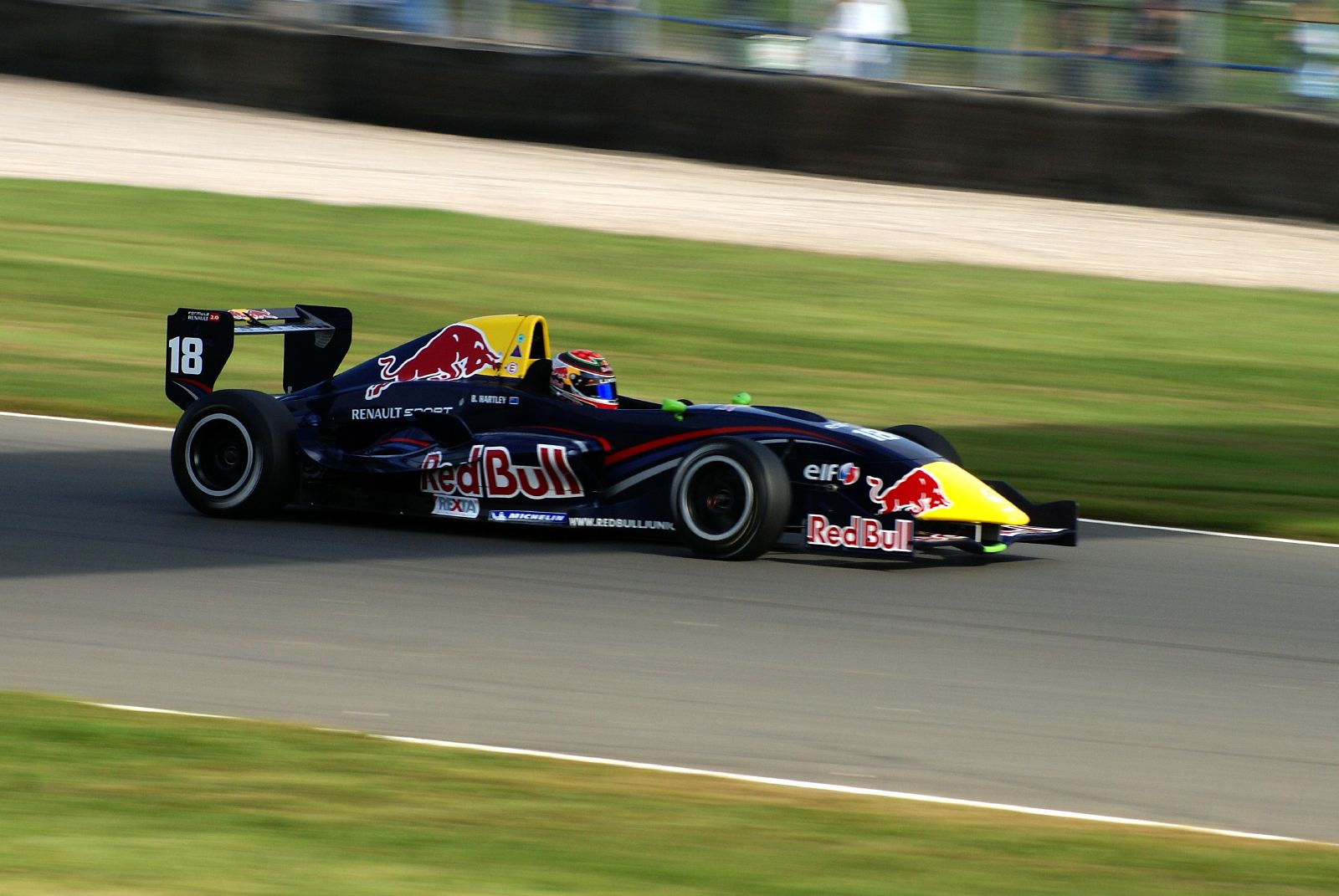
2007年参加雷诺方程式2.0欧洲杯的哈特利

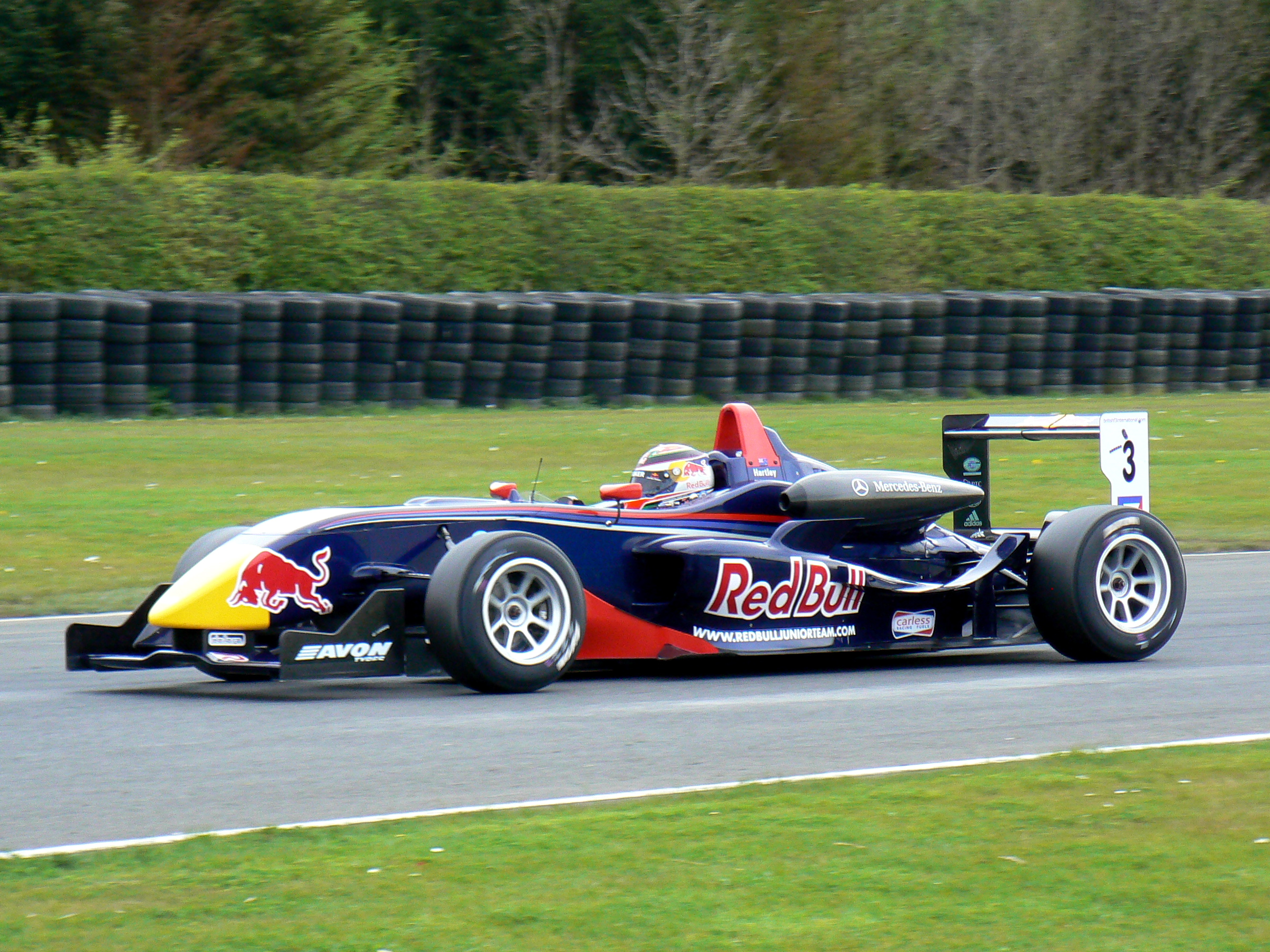
为卡林车队参加2008年英国F3比赛的哈特利

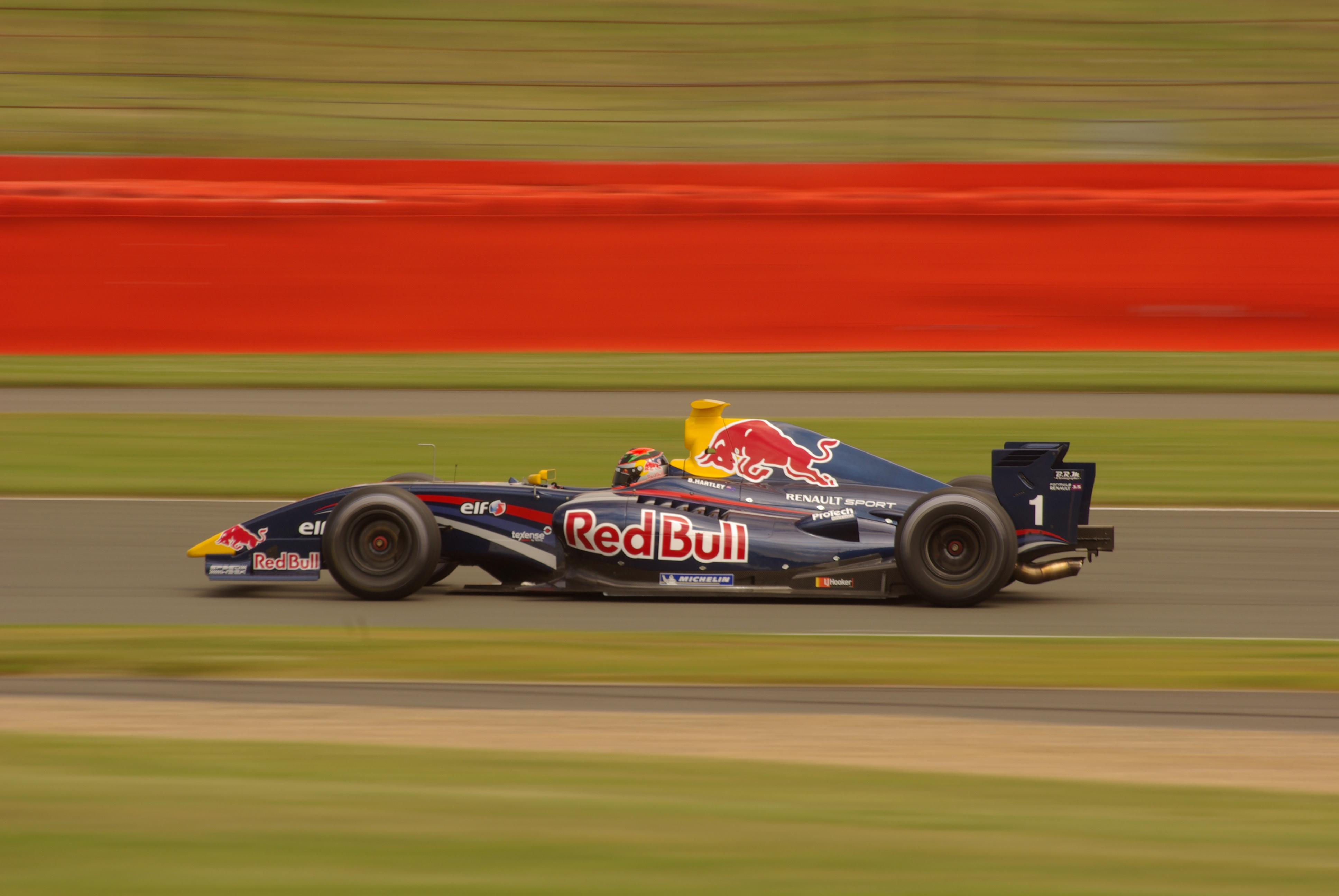
为Tech 1车队参加2009年雷诺方程式3.5系列赛的哈特利

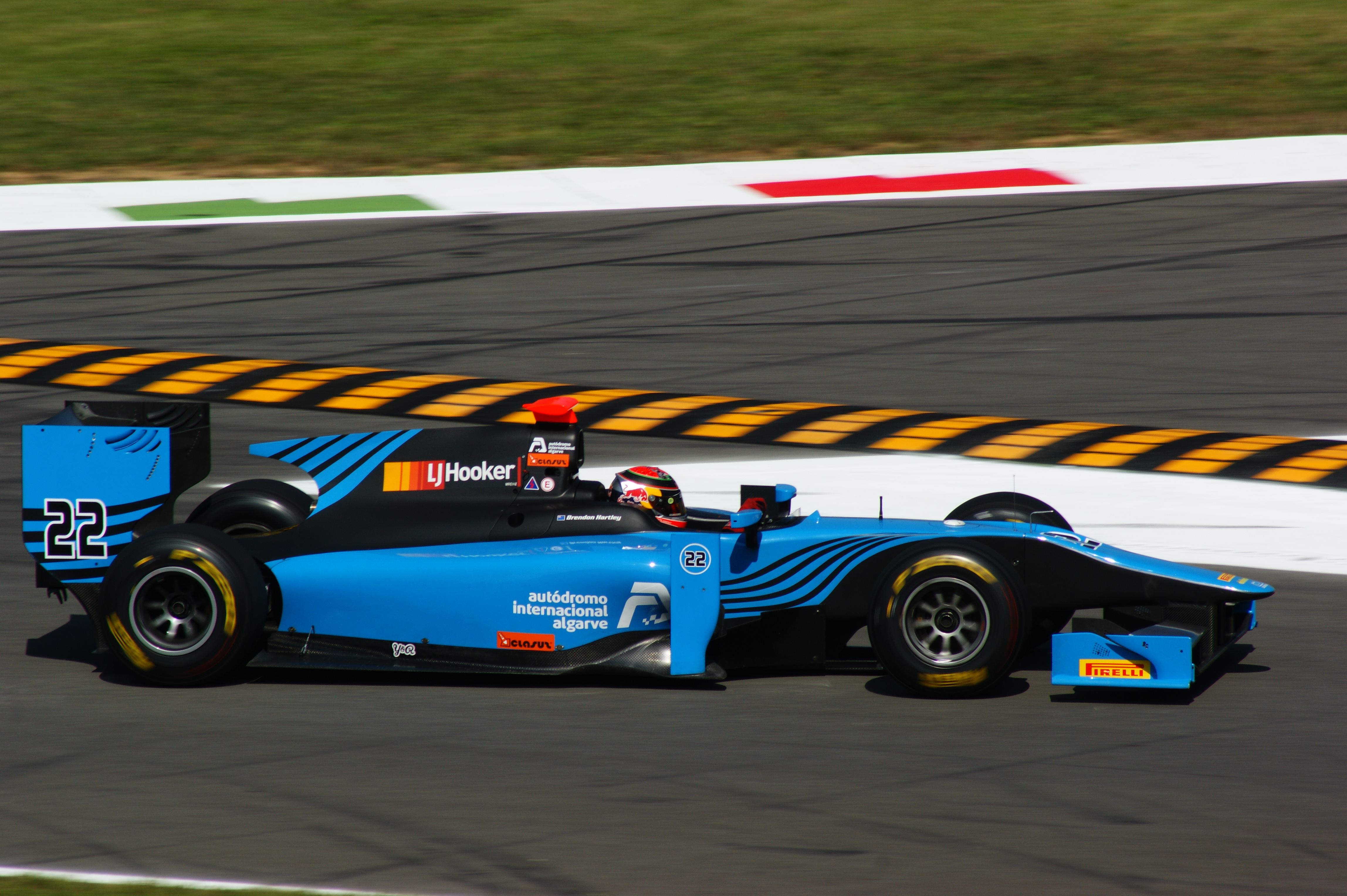
2011年GP2系列赛的哈特利

哈特利出生在紐西蘭的北帕莫斯頓，父亲布莱恩·哈特利也曾是一名赛车手。6岁时哈特利开始接触卡丁车，并在12岁时正式完成了职业生涯中首个全赛季的卡丁车比赛，并在当季的新西兰第一等级卡丁车赛上取得赛季第7名。
2003年，哈特利取得新西兰福特方程式节的冠军，在全赛季4场比赛中取胜其中2场，同时赢得了次年参加新西兰福特方程式锦标赛的机会。在2003-04年的新西兰福特方程式锦标赛之中，他取得6场胜利及6个杆位，全赛季9次登上领奖台，最终取得年度亚军。
2005年他在新西兰参加新西兰丰田方程式比赛，随后于2006年前往欧洲参加雷诺方程式2.0欧洲杯及雷诺方程式2.0北欧杯的比赛，最终分别取得年度第14位和年度第10位，同时在北欧杯上登上一次领奖台。
2007年，哈特利获得红牛青年队的支持，继续参加雷诺方程式欧洲杯和雷诺方程式2.0意大利杯的比赛，在欧洲杯上拿下三场胜利且最终夺冠，而在意大利杯上三次登上领奖台。同年，哈特利开始参加三级方程式比赛，并在当年度三级方程式大师赛上以第4名完赛，随后获得A1新西兰车队的测试和储备车手机会。
2008年，他代表卡林车队取得英国三级方程式锦标赛季军，并在全季取胜5场。同年他还为卡林车队和RC车队出战三级方程式欧洲系列赛的比赛，并两次进入积分区完赛。而该年度的三级方程式大师赛上他取得第5名，而澳门格兰披治大赛车上则在队尾发车的不利局面下取得季军并取得最快圈速。
2009年，他继续代表卡林车队出战三级方程式欧洲系列赛，最终在赛程与雷诺方程式3.5系列赛有冲突并缺席两场比赛的前提下排名年度第11位。而在雷诺方程式3.5系列赛上，他在年度积分榜排名第15名。
2010年，他与Tech 1车队签约，为该车队出赛雷诺方程式3.5系列赛，搭档则是同样来自红牛青年队的澳大利亚车手丹尼尔·里卡多。由于表现不佳，他在该赛季夏休期被红牛青年队释出，不再成为红牛青年队车手，席位也被让-埃里克·韦尔涅替代。同时，他也在该年度完成了GP2系列赛首秀，代表科洛尼车队出战4场比赛，拿下1个积分。
2011年，哈特利重返雷诺方程式3.5系列赛，与扬·查鲁兹一起为格拉维蒂-查鲁兹车队效力。同年的GP2系列赛上，他为海洋车队出赛4场比赛，取得4个积分。
2012赛季哈特利未能获得全赛季GP2参赛席位，但他在巴林站比赛中再次代表海洋车队替补出赛，最终取得1个积分，排名车手积分榜第25位。而由于无法在单座方程式赛事觅得机会，他决定转战耐力赛场，代表墨菲车队参加欧洲勒芒系列赛LMP2组别比赛。但在当年度欧洲勒芒系列赛第二轮被取消，赛事未来不确定之后，墨菲车队以受邀车队的身份获得参加世界耐力锦标赛斯帕6小时耐力赛的机会，哈特利在该场比赛中搭档沃伦·休斯和乔迪·弗斯取得LMP2组别第三位和全场第十位。但在之后的勒芒24小时耐力赛上，三人驾驶的车组在196圈后退赛。
2017年美國大獎賽上，哈特利取代因出席超級方程式錦標賽收官站而缺席的皮埃爾·蓋斯利，代表红牛二队首次参加F1正赛，成为第9名参加F1正赛的新西兰车手。
2018年11月，红牛二队宣布哈特利将在赛季结束后离开车队。2019年5月，丰田WEC车队宣布，哈特利将于2019-20赛季世界耐力锦标赛加盟车队，取代离队的费尔南多·阿隆索。
2019年8月，健力士龙之队宣布与哈特利签约，他将代表车队出赛2019－20年电动方程式锦标赛的比赛，但他在赛季中段即离开车队。

## 一級方程式賽車

### 红牛车队及红牛二队測試車手（2008-2010）
2008年2月，年僅18歲的哈特利首度駕駛一級方程式賽車，作为红牛青年队车手的他受邀在沙特阿拉伯首都利雅德為紅牛車隊进行一次路演。隨後，他又在意大利為紅牛二隊即將推出的2008年賽季車輛STR3進行三天的試駕。同年11月，紅牛车队宣布，哈特利將替代因自行車事故而腿部骨折的馬克·韋伯，與該隊測試車手塞巴斯蒂安·布米共同為2008年的RB4進行測試。
2009年，哈特利正式成為紅牛及紅牛第二車隊兩隊的儲備車手。然而，直到2009年4月他才取得超級駕駛執照，在此之前的墨爾本及雪邦測試皆由退役車手大衛·庫塔頂替。5月8日，哈特利在西班牙大獎賽首度以儲備兼測試車手之身分登場，成為繼1984年的邁克·薩庫韋爾後，首位登上一級方程式賽車賽場的紐西蘭車手。不過到了下半季，他的席位先后被紅牛青年队車手哈伊梅·阿古爾蘇阿里和退役的大衛·庫塔所取代。
哈特利在2010年再度成為紅牛及紅牛第二車隊兩隊的儲備車手，與他的雷諾方程式3.5系列賽隊友丹尼爾·里卡多共同負責兩隊的測試工作，两人在雷諾方程式3.5系列賽第6场比赛前，以隔站出场的形式负责测试职责。不過，由于哈特利未能在雷诺方程式3.5系列赛上赢得比赛，积分榜也未能排名前列，红牛不再给予哈特利支持，他除了不再成为红牛青年队车手之外，也不再担任红牛车队和红牛二队的儲備車手。

### 梅赛德斯测试车手（2012-2013）

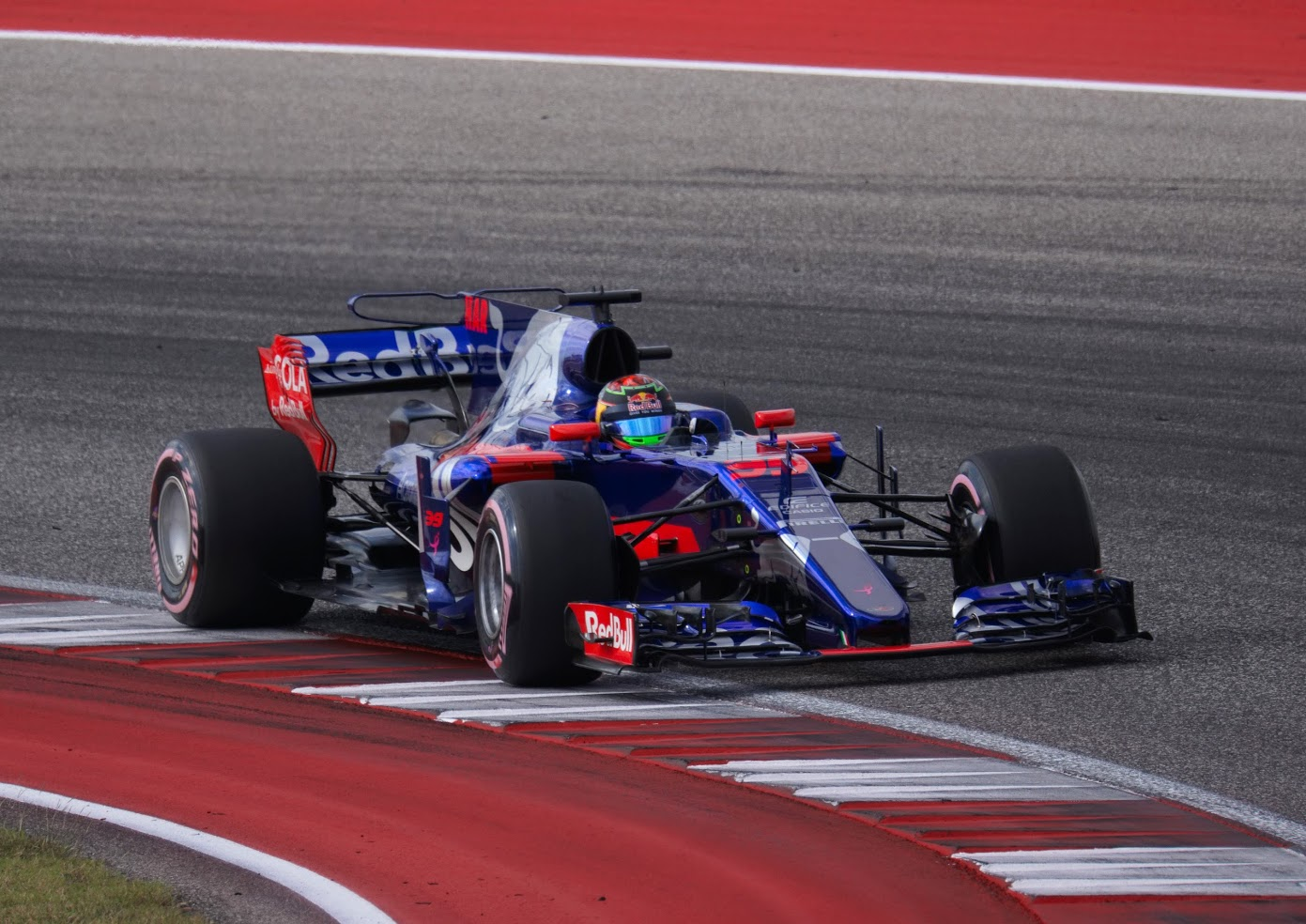
2017年美国大奖赛上代表红牛二队出赛的哈特利

2012年，哈特利成为梅賽德斯車隊模拟器及测试车手，希望以此获得重回F1的机会。
2012年9月13日，哈特利代表梅賽德斯車隊在法国马尼库尔赛道完成该赛季的青年车手测试。他在最後一天完成87圈的測試，跑出1:18.671的個人最佳成績，僅落後法拉利車手儒勒·比安奇及印度力量车队车手魯道夫·岡薩雷斯。

### 紅牛二队正式车手（2017-2018）
哈特利在2017年美國大獎賽取代因出席超級方程式錦標賽收官站而缺席的皮埃爾·蓋斯利，駕駛紅牛二隊車輛首度登上一級方程式正賽，成为第9名驾驶F1赛车出战正赛的新西兰车手，也是第一位离开红牛体系后又再度为红牛体系的车队出战F1正赛的车手；本場比賽上，哈特利以39号赛车出赛。他在排位賽第一階段取得第17位而被淘汰，又因為更換引擎受罰，正賽從第19位發車。最終，他以第13名完賽，落後分站冠軍路易斯·漢米爾頓一圈。
2017年10月26日，紅牛二隊宣布哈特利將与皮埃尔·加斯利搭档，頂替丹尼爾·科維亞特為車隊完成赛季剩餘場次，同时参加2018赛季的F1比赛，而哈特利也選擇28號作為他在一級方程式賽車的永久車號。

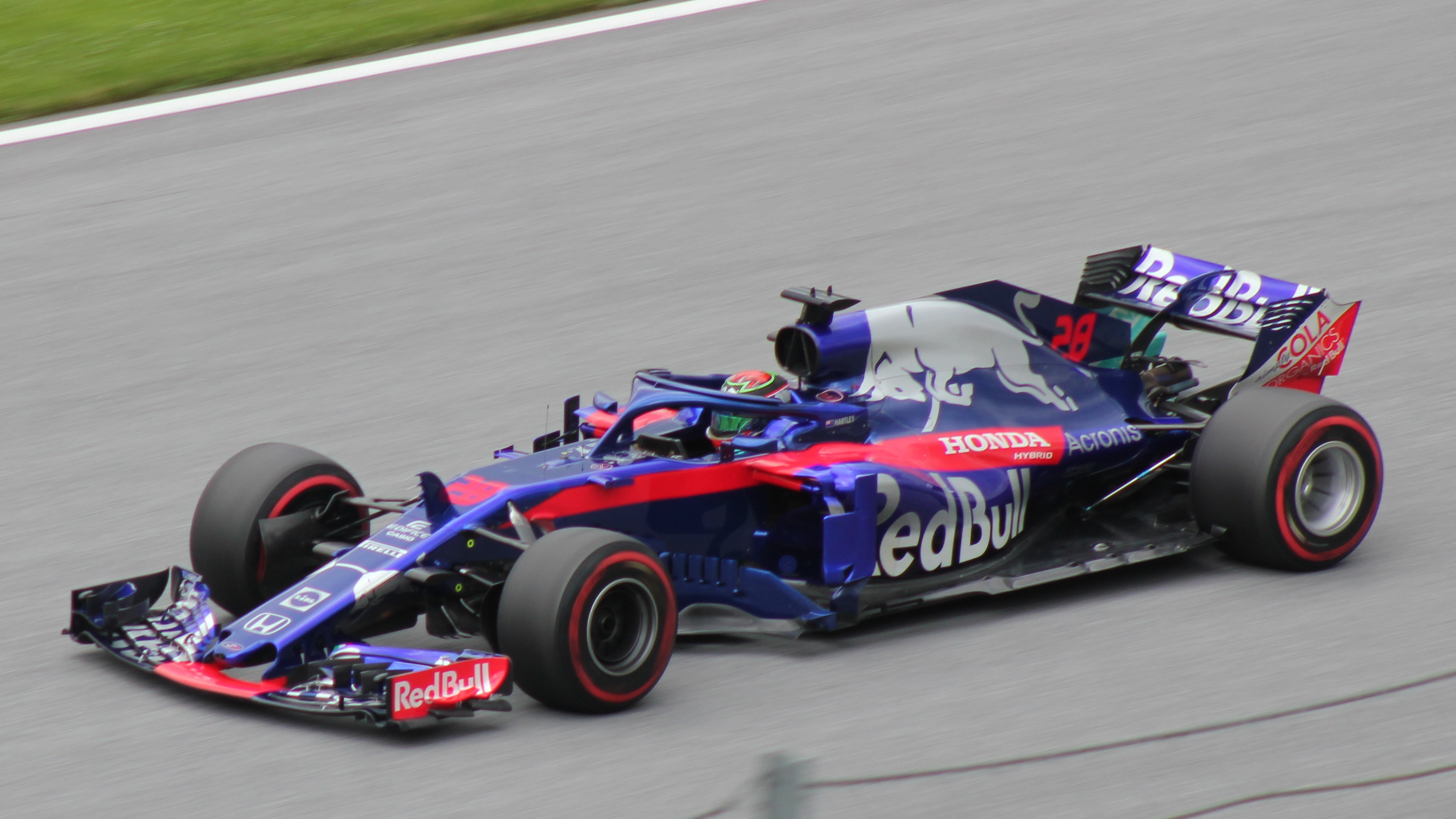
2018年奥地利大奖赛上的哈特利

2018赛季的比赛之中，哈特利只在阿塞拜疆站和德国站取得两次第10位，同时在美国站取得赛季最高的完赛名次第9位，其余场次均未能得分。最终他以4分在车手积分榜上排名第19位，总积分落后队友加斯利25分。2018年11月，红牛二队宣布哈特利将于赛季结束后离开车队，他的席位将被代表泰国参赛的车手亚历山大·阿尔本取代。

### 法拉利车队研发车手（2019）
2019年2月，法拉利车队宣布签下哈特利作为车队的研发车手之一，他将和前一级方程式车手帕斯卡尔·维尔莱茵一起为法拉利在赛季中进行赛车的后续研发
。

## 电动方程式（2019-2020）
在哈特利离开F1赛事后，他曾代表保时捷车队测试其电动方程式赛车。2019年8月，健力士龙之队宣布哈特利将搭档尼科·穆勒为车队出赛2019－20年电动方程式锦标赛的比赛。但在赛季第五站比赛马拉喀什站后的2020年7月，哈特利与龙之队解约，他的席位则被塞尔吉奥·塞特·卡马拉取代。而在他代表龙之队参加的比赛之中，由于赛车竞争力羸弱，哈特利仅在5场比赛中取得2个积分。

## 原型车赛事

### 欧洲勒芒系列赛（2012-2013）
2012年，哈特利与墨菲车队签约，参加了2012年和2013年欧洲勒芒系列赛LMP2组别比赛，同时也参加了该两年的勒芒24小时耐力赛。该两年的欧洲勒芒系列赛上，哈特利三次登上领奖台，同时取得一次胜利，更在2013年匈牙利站比赛上取得杆位。

### IMSA跑车锦标赛（2014-2017,2019）
2013年，哈特利代表星际工厂车队出赛了全赛季IMSA跑车锦标赛的比赛（除最后一站因赛程冲突未能参赛），取得1个杆位，1场胜利和2次登台的成绩。2014年和2015年，哈特利继续代表星际工厂车队出赛戴通纳24小时耐力赛。2016年，他则代表奇普·加纳西车队驾驶福特赛车出赛戴通纳24小时比赛。由于2016年参赛的关系，加纳西车队邀请哈特利为车队出赛2018年的印第赛车比赛，但由于哈特利与红牛二队签下了2018年F1的车手合同而未能签约。
2017年，他驾驶极速车队的日产Onroak DPi赛车出赛三场比赛，并在2017年小勒芒站取胜。
2019年的赛百灵12小时耐力赛上，哈特利则代表AXR车队驾驶凯迪拉克Dpi-V.R赛车参赛，最终取得全场季军。

### 世界耐力锦标赛（2014-今）

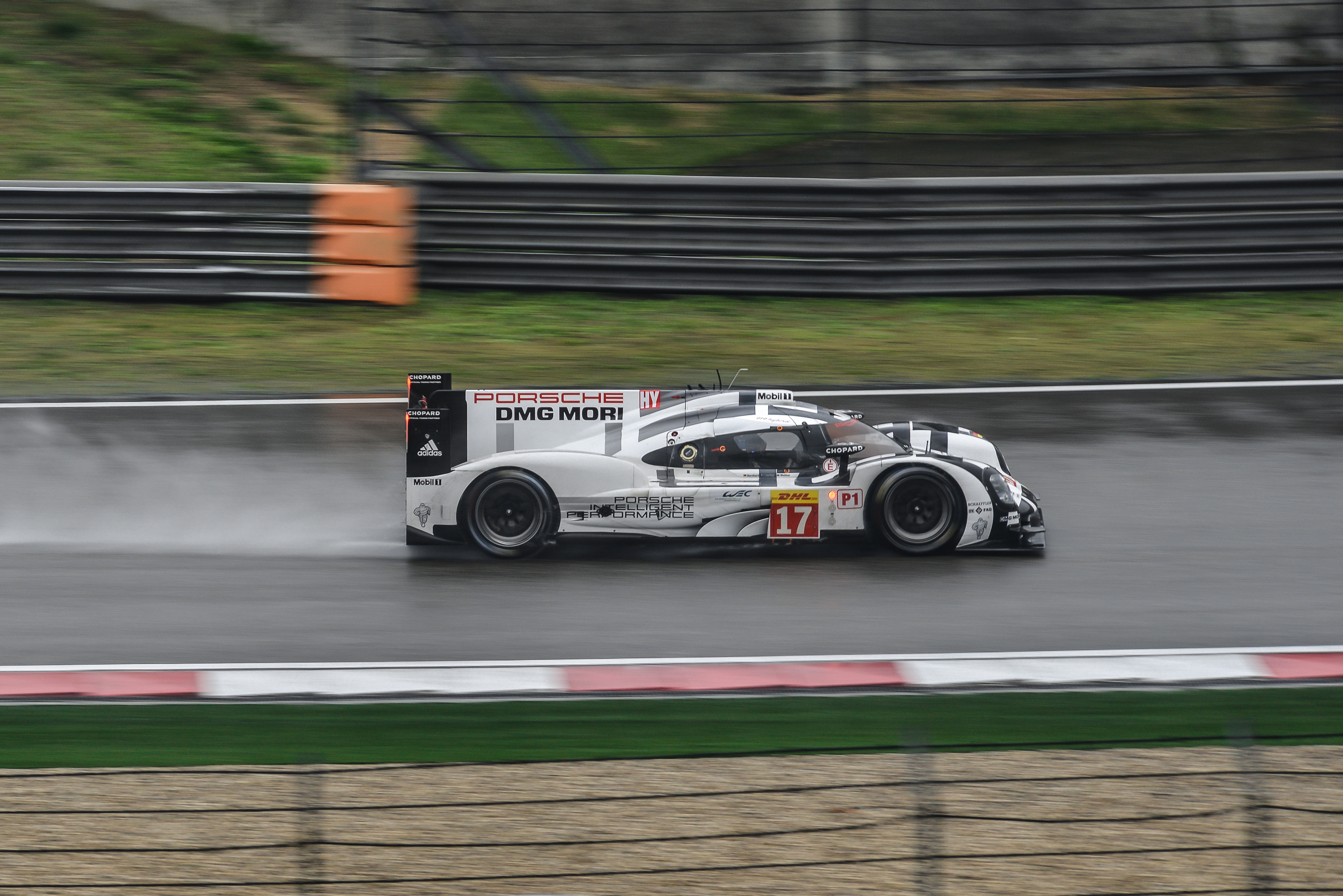
2015年上海6小时耐力赛上哈特利驾驶的保时捷919赛车

2013年12月，哈特利与保时捷车队签约，成为保时捷厂队车手，他将驾驶保时捷919 Hybrid赛车出赛全赛季世界耐力锦标赛。此后四年的时间内，他获得了2015年和2017年世界耐力锦标赛车手总冠军，也在2017年获得勒芒24小时耐力赛全场冠军，此外还在2015年获得全场亚军。
2019年，从红牛二队和F1赛场离开的哈特利代替简森·巴顿，代表SMP车队在赛百灵1000英里耐力赛出赛，并获得全场季军。随后，丰田WEC车队宣布，哈特利将取代离队的费尔南多·阿隆索，从2019-20赛季WEC赛季开始为车队出赛。在代表丰田车队的四个赛季中，哈特利取得5场胜利，14次登上领奖台，更取得两次杆位，还在2020年勒芒24小时耐力赛上取得冠军，而2021年勒芒24小时耐力赛上他则随车组取得亚军，更在2019-20赛季和2021赛季连续取得两次WEC年度亚军。

## 賽車生涯成績

### 一級方程式賽車成績
（圖例）粗體為桿位出賽，斜體為最快圈速
| 賽季   | 車隊         | 底盤          | 引擎                | 1     | 2       | 3      | 4  | 5     | 6      | 7      | 8     | 9      | 10     | 11    | 12    | 13    | 14  | 15    | 16     | 17    | 18     | 19       | 20      | 21    | 排名 | 積分 |
| ------ | ------------ | ------------- | ------------------- | ----- | ------- | ------ | -- | ----- | ------ | ------ | ----- | ------ | ------ | ----- | ----- | ----- | --- | ----- | ------ | ----- | ------ | -------- | ------- | ----- | ---- | ---- |
| 2017年 | 紅牛第二車隊 | 红牛二隊STR12 | 红牛二隊 1.6 V6 t   | 澳    | 中      | 巴林   | 俄 | 西    | 摩     | 加     |       | 奧     | 英     | 匈    | 比    |       | 新  | 馬    | 日     | 美 13 | 墨 Ret | 巴西 Ret | 阿 15   |       | 第23 | 0    |
| 2018年 | 紅牛第二車隊 | 紅牛二隊STR13 | 本田RA618H 1.6 V6 t | 澳 15 | 巴林 17 | 中 20† | 10 | 西 12 | 摩 19† | 加 Ret | 法 14 | 奧 Ret | 英 Ret | 德 10 | 匈 11 | 比 14 | Ret | 新 17 | 俄 Ret | 日 13 | 美 9   | 墨 14    | 巴西 11 | 阿 12 | 第19 | 4    |

* 賽季進行中。
†未完赛，但已完成赛事总里程的90%。

## 外部連結
- 官方网站
- 布蘭登·哈特利 在DriverDB.com上的职业生涯数据（英文）

| 體育角色                             | 體育角色                                                        | 體育角色                             |
| ------------------------------------ | --------------------------------------------------------------- | ------------------------------------ |
| 前任： 菲利佩·阿爾布開克             | 雷諾方程式2.0歐洲盃 冠軍 2007年                                 | 繼任： 維爾特利·鮑達斯               |
| 前任： 塞巴斯蒂安·布米 安東尼·戴維森 | 國際汽聯世界耐力錦標賽 冠軍 2015年 與： 蒂莫·伯恩哈德 馬克·韋伯 | 繼任： 羅曼·迪馬 馬克·利布 內爾·雅尼 |
| 前任： 羅曼·迪馬 馬克·利布 內爾·雅尼 | 利曼24小時耐力賽 冠軍 2017年 與： 厄爾·班伯 蒂莫·伯恩哈德       | 繼任： 現任                          |